# Jacques Demy
Jacques Demy, född 5 juni 1931 i Pontchâteau, Loire-Atlantique, död 27 oktober 1990 i Paris, var en fransk filmregissör.

## Biografi
Jacques Demy tillhörde den yngre falangen och var en av de mest lättillgängliga filmskaparna inom den "nya vågen" och har gjort dekorativa, bittert romantiska filmer. Ointresserad som han var av Alain Resnais formella experiment eller Jean-Luc Godards politiska agitation, skapade han istället en fantasivärld mera lik den av François Truffaut, som bygger på musikaler, sagor och Hollywoods gyllene ålder.
Hans första långfilm var Lola (1961). Hans filmer Paraplyerna i Cherbourg (1964) och Flickorna i Rochefort (1967) anknöt till amerikansk musikalstil. Den förra belönades med bland annat Festivalens stora internationella pris (motsvarande Guldpalmen) vid filmfestivalen i Cannes samt Louis Delluc-priset.
Demy var gift med filmregissören Agnès Varda. Han dog i aids år 1990.

## Filmografi (urval)
- 1955 – Le Sabotier du Val de Loire (kortfilm)
- 1961 – Lola
- 1963 – Änglabukten
- 1964 – Paraplyerna i Cherbourg
- 1967 – Flickorna i Rochefort
- 1968 – Model Shop
- 1970 – Flickan med åsneskinnet
- 1972 – Råttfångaren från Hameln
- 1982 – Une chambre en ville
- 1988 – Tre biljetter till den 26:e